# Tour de France 1994
Le Tour de France 1994 est la 81e édition du Tour de France, course cycliste qui s'est déroulée du 2 juillet au 24 juillet 1994 sur 21 étapes pour 3 978 km. Le départ a lieu à Lille ; l'arrivée se juge aux Champs-Élysées à Paris.
L'Espagnol Miguel Indurain obtient la quatrième de ses cinq victoires consécutives. Il devance au classement général le Letton Piotr Ugrumov et l'Italien Marco Pantani. Le Français Richard Virenque remporte son premier Grand Prix de la montagne tandis que l'Ouzbek Djamolidine Abdoujaparov, vainqueur de deux étapes, gagne le classement par points.

## Parcours
Le Tour revient en Angleterre vingt ans après sa première traversée de la Manche. C'est le tunnel sous la Manche qui est cette fois utilisé.

## Déroulement de la course
Le Tour 1994 est annoncé comme celui du duel entre Miguel Indurain et Tony Rominger, les deux premiers de la précédente édition. Quelques autres coureurs sont évoqués comme pouvant jouer le classement général, principalement le Français Armand de Las Cuevas, le Danois Bjarne Riis et l'Italien Claudio Chiappucci. On attend aussi avec impatience le jeune Marco Pantani, auteur d'un formidable Giro.
Si le prologue voit Indurain et Rominger terminer deuxième et troisième, il est surtout marqué par l'exploit de l'Anglais Chris Boardman, venu de la piste, qui s'impose et parvient à rattraper Luc Leblanc, l'un des meilleurs coureurs du monde. Le lendemain, lors de la 1re étape, l'arrivée est le théâtre d'une terrible chute dans laquelle sont notamment impliqués Laurent Jalabert et Wilfried Nelissen. Les deux sprinters, sérieusement blessés, doivent abandonner.
Comme à son habitude, Miguel Indurain profite du premier contre-la-montre individuel pour écraser ses adversaires. Lors de la 9e étape, sur 64 km d'un parcours difficile, il repousse Tony Rominger, 2e, à deux minutes. Armand de Las Cuevas, 3e, est à plus de quatre minutes. Pour beaucoup, le Tour semble déjà joué.
Les Pyrénées viennent confirmer ce diagnostic. Tony Rominger, seul coureur à pouvoir inquiéter Indurain au général, cède rapidement, malade. De Las Cuevas résiste comme il peut, mais ce sont les Français de chez Festina qui font le spectacle. Luc Leblanc remporte la 11e étape arrivant à Hautacam, puis son équipier Richard Virenque s'impose le lendemain au sommet de Luz-Ardiden, au terme d'une chevauchée qui le propulse à la deuxième place du classement général, aux côtés de Rominger, mais à plus de huit minutes de Miguel Indurain qui gère tranquillement son avance. Comme prévu, Marco Pantani s'est montré à son avantage en montagne et a comblé une grande partie de son retard au classement général.
Après un passage par le mont Ventoux, dans lequel les leaders se neutralisent, les Alpes viennent apporter quelques modifications au classement général. Tony Rominger ayant abandonné dès la sortie des Pyrénées, Virenque et De Las Cuevas se retrouvent sur le podium avant les étapes alpines. Cependant, c'est sans compter sur l'état de forme du Letton Piotr Ugrumov de l'équipe Gewiss, qui remporte les 18e et 19e étapes et s'empare de la deuxième marche du podium. Marco Pantani, à l'attaque dès que la route s'élève, prend la troisième place. Richard Virenque conserve le maillot à pois, le premier d'une longue série. Miguel Indurain n'a lui jamais été mis en difficulté et il remporte tranquillement son quatrième Tour de France consécutif.

## Étapes
| Étape,    | Date       | Villes étapes                             |                                         | Distance (km)    | Vainqueur d’étape        | Leader du classement général |
| --------- | ---------- | ----------------------------------------- | --------------------------------------- | ---------------- | ------------------------ | ---------------------------- |
| Prologue  | 2 juillet  | Lille – Lille                             | Contre-la-montre individuel             | 7,2              | Chris Boardman           | Chris Boardman               |
| 1re étape | 3 juillet  | Lille - Euralille – Armentières           | Étape de plaine                         | 234              | Djamolidine Abdoujaparov | Chris Boardman               |
| 2e étape  | 4 juillet  | Roubaix – Boulogne-sur-Mer                | Étape de plaine                         | 203,5            | Jean-Paul van Poppel     | Chris Boardman               |
| 3e étape  | 5 juillet  | Calais – Coquelles - Eurotunnel           | Contre-la-montre par équipes            | 66,5             | GB-MG Maglificio         | Johan Museeuw                |
| 4e étape  | 6 juillet  | Douvres (GBR) – Brighton (GBR)            | Étape de plaine                         | 204,5            | Francisco Cabello        | Flavio Vanzella              |
| 5e étape  | 7 juillet  | Portsmouth (GBR) – Portsmouth (GBR)       | Étape de plaine                         | 187              | Nicola Minali            | Flavio Vanzella              |
| 6e étape  | 8 juillet  | Cherbourg – Rennes                        | Étape de plaine                         | 270,5            | Gianluca Bortolami       | Sean Yates                   |
| 7e étape  | 9 juillet  | Rennes – Futuroscope                      | Étape de plaine                         | 203              | Ján Svorada              | Johan Museeuw                |
| 8e étape  | 10 juillet | Poitiers – Trélissac                      | Étape de plaine                         | 218,5            | Bo Hamburger             | Johan Museeuw                |
| 9e étape  | 11 juillet | Périgueux – Bergerac                      | Contre-la-montre individuel             | 64               | Miguel Indurain          | Miguel Indurain              |
| 10e étape | 12 juillet | Bergerac – Cahors                         | Étape de plaine                         | 160,5            | Jacky Durand             | Miguel Indurain              |
| 11e étape | 13 juillet | Cahors – Lourdes - Hautacam               | Étape de montagne                       | 263,5            | Luc Leblanc              | Miguel Indurain              |
|           | 14 juillet | Lourdes                                   | Jour de repos                           | Journée de repos | Journée de repos         | Journée de repos             |
| 12e étape | 15 juillet | Lourdes – Luz-Ardiden                     | Étape de montagne                       | 204,5            | Richard Virenque         | Miguel Indurain              |
| 13e étape | 16 juillet | Bagnères-de-Bigorre – Albi                | Étape de plaine                         | 223              | Bjarne Riis              | Miguel Indurain              |
| 14e étape | 17 juillet | Castres – Montpellier                     | Étape de plaine                         | 202              | Rolf Sørensen            | Miguel Indurain              |
| 15e étape | 18 juillet | Montpellier – Carpentras                  | Étape de montagne                       | 231              | Eros Poli                | Miguel Indurain              |
| 16e étape | 19 juillet | Valréas – L'Alpe d'Huez                   | Étape de montagne                       | 224,5            | Roberto Conti            | Miguel Indurain              |
| 17e étape | 20 juillet | Le Bourg-d'Oisans – Val-Thorens           | Étape de montagne                       | 149              | Nélson Rodríguez         | Miguel Indurain              |
| 18e étape | 21 juillet | Moûtiers – Cluses                         | Étape de montagne                       | 174,5            | Piotr Ugrumov            | Miguel Indurain              |
| 19e étape | 22 juillet | Cluses – Avoriaz                          | Contre-la-montre individuel en montagne | 46,5             | Piotr Ugrumov            | Miguel Indurain              |
| 20e étape | 23 juillet | Morzine – Lac Saint-Point                 | Étape de moyenne montagne               | 208,5            | Djamolidine Abdoujaparov | Miguel Indurain              |
| 21e étape | 24 juillet | Parc Euro Disney – Paris - Champs-Élysées | Étape de plaine                         | 175              | Eddy Seigneur            | Miguel Indurain              |

## Classements

### Classement général final
| Classement général | Classement général    | Classement général | Classement général | Classement général   |
|                    | Coureur               | Pays               | Équipe             | Temps                |
| ------------------ | --------------------- | ------------------ | ------------------ | -------------------- |
| 1er                | Miguel Indurain       | Espagne            | Banesto            | en 103 h 38 min 38 s |
| 2e                 | Piotr Ugrumov         | Lettonie           | Gewiss-Ballan      | + 5 min 39 s         |
| 3e                 | Marco Pantani         | Italie             | Carrera-Tassoni    | + 7 min 19 s         |
| 4e                 | Luc Leblanc           | France             | Festina-Lotus      | + 10 min 3 s         |
| 5e                 | Richard Virenque      | France             | Festina-Lotus      | + 10 min 10 s        |
| 6e                 | Roberto Conti         | Italie             | Lampre-Panaria     | + 12 min 29 s        |
| 7e                 | Alberto Elli          | Italie             | GB-MG Maglificio   | + 20 min 17 s        |
| 8e                 | Alex Zülle            | Suisse             | ONCE               | + 20 min 35 s        |
| 9e                 | Udo Bölts             | Allemagne          | Telekom-Merckx     | + 25 min 19 s        |
| 10e                | Vladimir Poulnikov    | Ukraine            | Carrera-Tassoni    | + 25 min 28 s        |
| 11e                | Pascal Lino           | France             | Festina-Lotus      | + 26 min 1 s         |
| 12e                | Fernando Escartín     | Espagne            | Mapei-CLAS         | + 30 min 38 s        |
| 13e                | Gianluca Bortolami    | Italie             | Mapei-CLAS         | + 32 min 35 s        |
| 14e                | Bjarne Riis           | Danemark           | Gewiss-Ballan      | + 33 min 32 s        |
| 15e                | Oscar Pelliccioli     | Italie             | Polti-Vaporetto    | + 34 min 55 s        |
| 16e                | Nélson Rodríguez      | Colombie           | ZG Mobili          | + 35 min 18 s        |
| 17e                | Jean-François Bernard | France             | Banesto            | + 36 min 44 s        |
| 18e                | Hernán Buenahora      | Colombie           | Kelme-Avianca-Gios | + 38 min 0 s         |
| 19e                | Rolf Sørensen         | Danemark           | GB-MG Maglificio   | + 42 min 39 s        |
| 20e                | Bo Hamburger          | Danemark           | TVM-Bison Kit      | + 43 min 44 s        |
| 21e                | Thomas Davy           | France             | Castorama          | + 46 min 41 s        |
| 22e                | Éric Caritoux         | France             | TVM-Bison Kit      | + 47 min 19 s        |
| 23e                | Federico Muñoz        | Colombie           | Kelme-Avianca-Gios | + 48 min 33 s        |
| 24e                | Jim Van De Laer       | Belgique           | Lotto-Vetta-Caloi  | + 48 min 35 s        |
| 25e                | Bruno Cenghialta      | Italie             | Gewiss-Ballan      | + 51 min 30 s        |
| modifier           |                       |                    |                    |                      |

### Classements annexes finals
| Classement par points, | Classement par points,   | Classement par points, | Classement par points,  | Classement par points, |
| ---------------------- | ------------------------ | ---------------------- | ----------------------- | ---------------------- |
|                        | Coureur                  | Pays                   | Équipe                  | Point(s)               |
| 1er                    | Djamolidine Abdoujaparov | Ouzbékistan            | Polti-Vaporetto         | 322 points             |
| 2e                     | Silvio Martinello        | Italie                 | Mercatone Uno-Medeghini | 273 pts                |
| 3e                     | Ján Svorada              | Slovaquie              | Lampre-Panaria          | 230 pts                |
| 4e                     | Gianluca Bortolami       | Italie                 | Mapei-CLAS              | 188 pts                |
| 5e                     | Miguel Indurain          | Espagne                | Banesto                 | 132 pts                |
| 6e                     | Olaf Ludwig              | Allemagne              | Telekom-Merckx          | 122 pts                |
| 7e                     | Johan Museeuw            | Belgique               | GB-MG Maglificio        | 118 pts                |
| 8e                     | François Simon           | France                 | Castorama               | 105 pts                |
| 9e                     | Luc Leblanc              | France                 | Festina-Lotus           | 103 pts                |
| 10e                    | Ángel Edo                | Espagne                | Kelme-Avianca-Gios      | 102 pts                |
| modifier               |                          |                        |                         |                        |

| Classement du meilleur grimpeur, | Classement du meilleur grimpeur, | Classement du meilleur grimpeur, | Classement du meilleur grimpeur, | Classement du meilleur grimpeur, |
| -------------------------------- | -------------------------------- | -------------------------------- | -------------------------------- | -------------------------------- |
|                                  | Coureur                          | Pays                             | Équipe                           | Point(s)                         |
| 1er                              | Richard Virenque                 | France                           | Festina-Lotus                    | 392 points                       |
| 2e                               | Marco Pantani                    | Italie                           | Carrera Jeans-Tassoni            | 243 pts                          |
| 3e                               | Piotr Ugrumov                    | Lettonie                         | Gewiss-Ballan                    | 219 pts                          |
| 4e                               | Miguel Indurain                  | Espagne                          | Banesto                          | 215 pts                          |
| 5e                               | Peter De Clercq                  | Belgique                         | Lotto-Vetta-Caloi                | 192 pts                          |
| 6e                               | Luc Leblanc                      | France                           | Festina-Lotus                    | 176 pts                          |
| 7e                               | Oscar Pelliccioli                | Italie                           | Polti-Vaporetto                  | 151 pts                          |
| 8e                               | Roberto Conti                    | Italie                           | Lampre-Panaria                   | 147 pts                          |
| 9e                               | Nélson Rodríguez                 | Colombie                         | ZG Mobili                        | 142 pts                          |
| 10e                              | Udo Bölts                        | Allemagne                        | Telekom-Merckx                   | 119 pts                          |
| modifier                         |                                  |                                  |                                  |                                  |

| Classement du meilleur jeune, | Classement du meilleur jeune, | Classement du meilleur jeune, | Classement du meilleur jeune, | Classement du meilleur jeune, |
|                               | Coureur                       | Pays                          | Équipe                        | Temps                         |
| ----------------------------- | ----------------------------- | ----------------------------- | ----------------------------- | ----------------------------- |
| 1er                           | Marco Pantani                 | Italie                        | Carrera Jeans-Tassoni         | en 103 h 45 min 57 s          |
| 2e                            | Richard Virenque              | France                        | Festina-Lotus                 | + 2 min 51 s                  |
| 3e                            | Bo Hamburger                  | Danemark                      | TVM-Bison Kit                 | + 36 min 25 s                 |
| 4e                            | Beat Zberg                    | Suisse                        | Carrera Jeans-Tassoni         | + 49 min 17 s                 |
| 5e                            | Abraham Olano                 | Espagne                       | MAPEI-CLAS                    | + 54 min 10 s                 |
| 6e                            | Laurent Dufaux                | Suisse                        | ONCE                          | + 1 h 2 min 11 s              |
| 7e                            | Eddy Seigneur                 | France                        | Gan                           | + 1 h 39 min 56 s             |
| 8e                            | Andrea Peron                  | Italie                        | Polti-Vaporetto               | + 1 h 46 min 28 s             |
| 9e                            | Vladislav Bobrik              | Russie                        | Gewiss-Ballan                 | + 1 h 47 min 53 s             |
| 10e                           | Vicente Aparicio              | Espagne                       | Gewiss-Ballan                 | + 1 h 52 min 15 s             |
| modifier                      |                               |                               |                               |                               |

| Classement de la combativité | Classement de la combativité | Classement de la combativité | Classement de la combativité | Classement de la combativité |
| ---------------------------- | ---------------------------- | ---------------------------- | ---------------------------- | ---------------------------- |
|                              | Coureur                      | Pays                         | Équipe                       | Point(s)                     |
| 1er                          | Eros Poli                    | Italie                       | Mercatone Uno-Medeghini      | 34 points                    |
| 2e                           | Marco Pantani                | Italie                       | Carrera Jeans-Tassoni        | 32 pts                       |
| 3e                           | Piotr Ugrumov                | Lettonie                     | Gewiss-Ballan                | 21 pts                       |
| modifier                     |                              |                              |                              |                              |

#### Classement par équipes
| Classement par équipes, | Classement par équipes, | Classement par équipes, | Classement par équipes, |
|                         | Équipe                  | Pays                    | Temps                   |
| ----------------------- | ----------------------- | ----------------------- | ----------------------- |
| 1re                     | Festina-Lotus           | Andorre                 | en 311 h 28 min 53 s    |
| 2e                      | Gewiss-Ballan           | Italie                  | + 42 min 57 s           |
| 3e                      | Mapei-CLAS              | Italie                  | + 44 min 38 s           |
| 4e                      | Banesto                 | Espagne                 | + 48 min 25 s           |
| 5e                      | Carrera Jeans-Tassoni   | Italie                  | + 50 min 55 s           |
| 6e                      | GB-MG Maglificio        | Italie                  | + 1 h 6 min 6 s         |
| 7e                      | ONCE                    | Espagne                 | + 1 h 20 min 47 s       |
| 8e                      | Telekom-Merckx          | Allemagne               | + 1 h 51 min 4 s        |
| 9e                      | Kelme-Avianca-Gios      | Espagne                 | + 1 h 55 min 47 s       |
| 10e                     | Castorama               | France                  | + 2 h 14 min 58 s       |
| modifier                |                         |                         |                         |

### Évolution des classements
| Étape              | Vainqueur                | Classement général | Classement par points    | Classement de la montagne | Classement du meilleur jeune | Classement par équipes | Prix de la combativité | Prix de la combativité |
| Étape              | Vainqueur                | Classement général | Classement par points    | Classement de la montagne | Classement du meilleur jeune | Classement par équipes | Étape                  | Leader                 |
| ------------------ | ------------------------ | ------------------ | ------------------------ | ------------------------- | ---------------------------- | ---------------------- | ---------------------- | ---------------------- |
| P                  | Chris Boardman           | Chris Boardman     | Chris Boardman           | non décerné               | Eddy Seigneur                | Gan                    | non décerné            | non décerné            |
| 1                  | Djamolidine Abdoujaparov | Chris Boardman     | Djamolidine Abdoujaparov | Jean-Paul van Poppel      | Eddy Seigneur                | Gan                    |                        |                        |
| 2                  | Jean-Paul van Poppel     | Chris Boardman     | Djamolidine Abdoujaparov | Peter De Clercq           | Eddy Seigneur                | Gan                    | Stephen Swart          | Stephen Swart          |
| 3                  | GB-MG Maglificio         | Johan Museeuw      | Djamolidine Abdoujaparov | Peter De Clercq           | Lance Armstrong              | GB-MG Maglificio       | non décerné            | Stephen Swart          |
| 4                  | Francisco Cabello        | Flavio Vanzella    | Djamolidine Abdoujaparov | Peter De Clercq           | Lance Armstrong              | GB-MG Maglificio       | Francisco Cabello      | Francisco Cabello      |
| 5                  | Nicola Minali            | Flavio Vanzella    | Djamolidine Abdoujaparov | Peter De Clercq           | Lance Armstrong              | GB-MG Maglificio       | Giancarlo Perini       | Francisco Cabello      |
| 6                  | Gianluca Bortolami       | Sean Yates         | Djamolidine Abdoujaparov | Peter De Clercq           | Lance Armstrong              | Motorola               |                        |                        |
| 7                  | Ján Svorada              | Johan Museeuw      | Djamolidine Abdoujaparov | Peter De Clercq           | Lance Armstrong              | Motorola               | Eros Poli              | Eros Poli              |
| 8                  | Bo Hamburger             | Johan Museeuw      | Djamolidine Abdoujaparov | Peter De Clercq           | Lance Armstrong              | Motorola               | Luc Leblanc            | Eros Poli              |
| 9                  | Miguel Indurain          | Miguel Indurain    | Djamolidine Abdoujaparov | Peter De Clercq           | Abraham Olano                | Mapei-CLAS             | non décerné            | Eros Poli              |
| 10                 | Jacky Durand             | Miguel Indurain    | Djamolidine Abdoujaparov | Peter De Clercq           | Abraham Olano                | Castorama              | Gianluca Bortolami     | Jacky Durand           |
| 11                 | Luc Leblanc              | Miguel Indurain    | Djamolidine Abdoujaparov | Peter De Clercq           | Abraham Olano                | Mapei-CLAS             | Massimo Ghirotto       | Jacky Durand           |
| 12                 | Richard Virenque         | Miguel Indurain    | Djamolidine Abdoujaparov | Richard Virenque          | Richard Virenque             | Festina-Lotus          | Richard Virenque       | Jacky Durand           |
| 13                 | Bjarne Riis              | Miguel Indurain    | Djamolidine Abdoujaparov | Richard Virenque          | Richard Virenque             | Festina-Lotus          |                        |                        |
| 14                 | Rolf Sørensen            | Miguel Indurain    | Djamolidine Abdoujaparov | Richard Virenque          | Richard Virenque             | Festina-Lotus          |                        |                        |
| 15                 | Eros Poli                | Miguel Indurain    | Djamolidine Abdoujaparov | Richard Virenque          | Richard Virenque             | Festina-Lotus          | Eros Poli              | Eros Poli              |
| 16                 | Roberto Conti            | Miguel Indurain    | Djamolidine Abdoujaparov | Richard Virenque          | Richard Virenque             | Festina-Lotus          | Hernán Buenahora       | Eros Poli              |
| 17                 | Nélson Rodríguez         | Miguel Indurain    | Djamolidine Abdoujaparov | Richard Virenque          | Richard Virenque             | Festina-Lotus          |                        | Eros Poli              |
| 18                 | Piotr Ugrumov            | Miguel Indurain    | Djamolidine Abdoujaparov | Richard Virenque          | Richard Virenque             | Festina-Lotus          | Piotr Ugrumov          | Eros Poli              |
| 19                 | Piotr Ugrumov            | Miguel Indurain    | Djamolidine Abdoujaparov | Richard Virenque          | Marco Pantani                | Festina-Lotus          | non décerné            | Eros Poli              |
| 20                 | Djamolidine Abdoujaparov | Miguel Indurain    | Djamolidine Abdoujaparov | Richard Virenque          | Marco Pantani                | Festina-Lotus          |                        | Eros Poli              |
| 21                 | Eddy Seigneur            | Miguel Indurain    | Djamolidine Abdoujaparov | Richard Virenque          | Marco Pantani                | Festina-Lotus          |                        | Eros Poli              |
| Classements finals | Classements finals       | Miguel Indurain    | Djamolidine Abdoujaparov | Richard Virenque          | Marco Pantani                | Festina-Lotus          | Eros Poli              | Eros Poli              |

## Liste des coureurs
La liste ci-dessous présente les coureurs inscrits par numéro de dossard.
| Légende | Légende                                                                    | Légende | Légende                                                    |
| ------- | -------------------------------------------------------------------------- | ------- | ---------------------------------------------------------- |
| Num     | Dossard de départ porté par le coureur sur ce Tour                         | Pos     | Position à l'arrivée de la course                          |
|         | Indique un maillot de champion national ou mondial, suivi de sa spécialité | NP      | Indique un coureur qui n'a pas pris le départ de la course |
| AB      | Indique un coureur qui n'a pas terminé la course                           | HD      | Indique un coureur qui a terminé la course hors des délais |

| Banesto | Banesto                      | Banesto |
| ------- | ---------------------------- | ------- |
| Num     | Coureur                      | Pos     |
| 1       | Miguel Indurain (ESP)        | 1er     |
| 2       | Marino Alonso (ESP)          | AB-17   |
| 3       | Vicente Aparicio (ESP)       | 67e     |
| 4       | Jean-François Bernard (FRA)  | 17e     |
| 5       | Ramón González Arrieta (ESP) | 32e     |
| 6       | Melchor Mauri (ESP)          | 95e     |
| 7       | Erwin Nijboer (NED)          | 99e     |
| 8       | Gérard Rué (FRA)             | 56e     |
| 9       | José Ramón Uriarte (ESP)     | 49e     |

| Mapei-CLAS | Mapei-CLAS               | Mapei-CLAS |
| ---------- | ------------------------ | ---------- |
| Num        | Coureur                  | Pos        |
| 11         | Tony Rominger (SUI)      | AB-13      |
| 12         | Gianluca Bortolami (ITA) | 13e        |
| 13         | Federico Echave (ESP)    | 34e        |
| 14         | Nico Emonds (BEL)        | AB-14      |
| 15         | Fernando Escartín (ESP)  | 12e        |
| 16         | Arsenio Gonzales (ESP)   | 40e        |
| 17         | Jörg Müller (SUI)        | 59e        |
| 18         | Abraham Olano (ESP)      | 30e        |
| 19         | Jon Unzaga (ESP)         | NP-15      |

| GB-MG Maglificio | GB-MG Maglificio       | GB-MG Maglificio |
| ---------------- | ---------------------- | ---------------- |
| Num              | Coureur                | Pos              |
| 21               | Johan Museeuw (BEL)    | 80e              |
| 22               | Carlo Bomans (BEL)     | 76e              |
| 23               | Davide Cassani (ITA)   | 108e             |
| 24               | Alberto Elli (ITA)     | 7e               |
| 25               | Rolf Jaermann (SUI)    | 73e              |
| 26               | Wilfried Peeters (BEL) | AB-16            |
| 27               | Rolf Sørensen (DAN)    | 19e              |
| 28               | Flavio Vanzella (ITA)  | 41e              |
| 29               | Franco Vona (ITA)      | 37e              |

| Motorola | Motorola              | Motorola |
| -------- | --------------------- | -------- |
| Num      | Coureur               | Pos      |
| 31       | Lance Armstrong (USA) | NP-15    |
| 32       | Raúl Alcalá (MEX)     | 70e      |
| 33       | Phil Anderson (AUS)   | 69e      |
| 34       | Frankie Andreu (USA)  | 89e      |
| 35       | Steve Bauer (CAN)     | NP-5     |
| 36       | Michel Dernies (BEL)  | 104e     |
| 37       | Álvaro Mejía (COL)    | 31e      |
| 38       | Stephen Swart (NZL)   | 112e     |
| 39       | Sean Yates (GBR)      | 71e      |

| Gewiss-Ballan | Gewiss-Ballan          | Gewiss-Ballan |
| ------------- | ---------------------- | ------------- |
| Num           | Coureur                | Pos           |
| 41            | Bjarne Riis (DAN)      | 14e           |
| 42            | Vladislav Bobrik (RUS) | 62e           |
| 43            | Guido Bontempi (ITA)   | 90e           |
| 44            | Dario Bottaro (ITA)    | 107e          |
| 45            | Bruno Cenghialta (ITA) | 25e           |
| 46            | Giorgio Furlan (ITA)   | 58e           |
| 47            | Nicola Minali (ITA)    | AB-12         |
| 48            | Piotr Ugrumov (LAT)    | 2e            |
| 49            | Enrico Zaina (ITA)     | 39e           |

| Carrera-Tassoni | Carrera-Tassoni            | Carrera-Tassoni |
| --------------- | -------------------------- | --------------- |
| Num             | Coureur                    | Pos             |
| 51              | Claudio Chiappucci (ITA)   | NP-12           |
| 52              | Marco Artunghi (ITA)       | AB-14           |
| 53              | Alessandro Bertolini (ITA) | AB-12           |
| 54              | Mario Chiesa (ITA)         | 114e            |
| 55              | Mario Mantovan (ITA)       | AB-18           |
| 56              | Marco Pantani (ITA)        | 3e              |
| 57              | Vladimir Poulnikov (UKR)   | 10e             |
| 58              | Remo Rossi (ITA)           | 111e            |
| 59              | Beat Zberg (SUI)           | 27e             |

| ONCE | ONCE                         | ONCE  |
| ---- | ---------------------------- | ----- |
| Num  | Coureur                      | Pos   |
| 61   | Alex Zülle (SUI)             | 8e    |
| 62   | Erik Breukink (NED)          | 29e   |
| 63   | Herminio Díaz Zabala (ESP)   | 109e  |
| 64   | Laurent Dufaux (SUI)         | 35e   |
| 65   | Laurent Jalabert (FRA)       | NP-2  |
| 66   | Alberto Leanizbarrutia (ESP) | 102e  |
| 67   | Oliverio Rincón (COL)        | AB-16 |
| 68   | Roberto Sierra (ESP)         | NP-14 |
| 69   | Neil Stephens (AUS)          | 52e   |

| Lampre-Panaria | Lampre-Panaria              | Lampre-Panaria |
| -------------- | --------------------------- | -------------- |
| Num            | Coureur                     | Pos            |
| 71             | Pavel Tonkov (RUS)          | AB-14          |
| 72             | Roberto Conti (ITA)         | 6e             |
| 73             | Gianni Faresin (ITA)        | NP-12          |
| 74             | Alessio Galletti (ITA)      | AB-16          |
| 75             | Alexander Gontchenkov (UKR) | NP-2           |
| 76             | Marco Lietti (ITA)          | AB-14          |
| 77             | Marco Serpellini (ITA)      | AB-16          |
| 78             | Ján Svorada (SVK)           | 103e           |
| 79             | Marco Zen (ITA)             | 86e            |

| Gan | Gan                       | Gan   |
| --- | ------------------------- | ----- |
| Num | Coureur                   | Pos   |
| 81  | Jean-Philippe Dojwa (FRA) | AB-13 |
| 82  | Chris Boardman (GBR)      | AB-11 |
| 83  | Christophe Capelle (FRA)  | AB-14 |
| 84  | Jean-Claude Colotti (FRA) | AB-15 |
| 85  | Thierry Gouvenou (FRA)    | 78e   |
| 86  | Greg LeMond (USA)         | AB-6  |
| 87  | Francis Moreau (FRA)      | 113e  |
| 88  | Didier Rous (FRA)         | AB-7  |
| 89  | Eddy Seigneur (FRA)       | 51e   |

| Festina-Lotus | Festina-Lotus              | Festina-Lotus |
| ------------- | -------------------------- | ------------- |
| Num           | Coureur                    | Pos           |
| 91            | Luc Leblanc (FRA)          | 4e            |
| 92            | Jean-Claude Bagot (FRA)    | 47e           |
| 93            | Pascal Hervé (FRA)         | 33e           |
| 94            | Stephen Hodge (AUS)        | 83e           |
| 95            | Pascal Lino (FRA)          | 11e           |
| 96            | Roberto Torres (ESP)       | AB-18         |
| 97            | Jean-Paul van Poppel (NED) | AB-17         |
| 98            | Michel Vermote (BEL)       | AB-18         |
| 99            | Richard Virenque (FRA)     | 5e            |

| Polti-Vaporetto | Polti-Vaporetto                | Polti-Vaporetto |
| --------------- | ------------------------------ | --------------- |
| Num             | Coureur                        | Pos             |
| 101             | Gianni Bugno (ITA)             | NP-14           |
| 102             | Djamolidine Abdoujaparov (UZB) | 57e             |
| 103             | Giovanni Fidanza (ITA)         | 110e            |
| 104             | Gianvito Martinelli (ITA)      | HD-8            |
| 105             | Sergueï Outschakov (UKR)       | 63e             |
| 106             | Oscar Pelliccioli (ITA)        | 15e             |
| 107             | Andrea Peron (ITA)             | 61e             |
| 108             | Mario Scirea (ITA)             | AB-14           |
| 109             | Dimitri Zhdanov (RUS)          | 72e             |

| Castorama | Castorama                  | Castorama |
| --------- | -------------------------- | --------- |
| Num       | Coureur                    | Pos       |
| 111       | Armand de Las Cuevas (FRA) | NP-18     |
| 112       | Thomas Davy (FRA)          | 21e       |
| 113       | Laurent Desbiens (FRA)     | AB-16     |
| 114       | Jacky Durand (FRA)         | AB-14     |
| 115       | Laurent Madouas (FRA)      | AB-14     |
| 116       | Emmanuel Magnien (FRA)     | AB-16     |
| 117       | Thierry Marie (FRA)        | 53e       |
| 118       | François Simon (FRA)       | 43e       |
| 119       | Bruno Thibout (FRA)        | 91e       |

| TVM-Bison Kit | TVM-Bison Kit            | TVM-Bison Kit |
| ------------- | ------------------------ | ------------- |
| Num           | Coureur                  | Pos           |
| 121           | Steven Rooks (NED)       | AB-12         |
| 122           | Johan Capiot (BEL)       | NP-15         |
| 123           | Dag Otto Lauritzen (NOR) | 50e           |
| 124           | Bo Hamburger (DAN)       | 20e           |
| 125           | Rob Harmeling (NED)      | DQ-14         |
| 126           | Peter Meinert (DAN)      | AB-12         |
| 127           | Jesper Skibby (DAN)      | 45e           |
| 128           | Gert-Jan Theunisse (NED) | AB-12         |
| 129           | Bart Voskamp (NED)       | AB-14         |

| Telekom-Merckx | Telekom-Merckx       | Telekom-Merckx |
| -------------- | -------------------- | -------------- |
| Num            | Coureur              | Pos            |
| 131            | Olaf Ludwig (GER)    | 105e           |
| 132            | Rolf Aldag (GER)     | 38e            |
| 133            | Gerd Audehm (GER)    | 28e            |
| 134            | Udo Bölts (GER)      | 9e             |
| 135            | Christian Henn (GER) | 106e           |
| 136            | Jens Heppner (GER)   | 60e            |
| 137            | Mario Kummer (GER)   | 97e            |
| 138            | Uwe Raab (GER)       | 84e            |
| 139            | Erik Zabel (GER)     | AB-14          |

| ZG Mobili | ZG Mobili                       | ZG Mobili |
| --------- | ------------------------------- | --------- |
| Num       | Coureur                         | Pos       |
| 141       | Massimo Ghirotto (ITA)          | 75e       |
| 142       | Fabio Casartelli (ITA)          | AB-7      |
| 143       | Stefano Colagè (ITA)            | NP-12     |
| 144       | Fabiano Fontanelli (ITA)        | NP-7      |
| 145       | Giancarlo Perini (ITA)          | 54e       |
| 146       | Davide Perona (ITA)             | 46e       |
| 147       | Hendrik Redant (BEL)            | 93e       |
| 148       | Nélson Rodríguez (COL)          | 16e       |
| 149       | Mauro-Antonio Santaromita (ITA) | 65e       |

| Wordperfect-Colnago-Decca | Wordperfect-Colnago-Decca | Wordperfect-Colnago-Decca |
| ------------------------- | ------------------------- | ------------------------- |
| Num                       | Coureur                   | Pos                       |
| 151                       | Viatcheslav Ekimov (RUS)  | 36e                       |
| 152                       | Erik Dekker (NED)         | 101e                      |
| 153                       | Atle Kvålsvoll (NOR)      | 79e                       |
| 154                       | Frans Maassen (NED)       | AB-7                      |
| 155                       | Léon van Bon (NED)        | NP-12                     |
| 156                       | Rob Mulders (NED)         | 116e                      |
| 157                       | Edwig Van Hooydonck (BEL) | NP-14                     |
| 158                       | Eric Van Lancker (BEL)    | AB-18                     |
| 159                       | Marc Wauters (BEL)        | 92e                       |

| Novemail-Histor-Laser Computer | Novemail-Histor-Laser Computer | Novemail-Histor-Laser Computer |
| ------------------------------ | ------------------------------ | ------------------------------ |
| Num                            | Coureur                        | Pos                            |
| 161                            | Charly Mottet (FRA)            | 26e                            |
| 162                            | Bruno Cornillet (FRA)          | AB-3                           |
| 163                            | Gerrit de Vries (NED)          | 77e                            |
| 164                            | Patrick Jonker (NED)           | AB-14                          |
| 165                            | Philippe Louviot (FRA)         | 74e                            |
| 166                            | Wilfried Nelissen (BEL)        | NP-2                           |
| 167                            | Guy Nulens (BEL)               | 88e                            |
| 168                            | Ronan Pensec (FRA)             | 66e                            |
| 169                            | Marc Sergeant (BEL)            | AB-20                          |

| Kelme-Avianca-Gios | Kelme-Avianca-Gios           | Kelme-Avianca-Gios |
| ------------------ | ---------------------------- | ------------------ |
| Num                | Coureur                      | Pos                |
| 171                | Laudelino Cubino (ESP)       | AB-16              |
| 172                | Hernán Buenahora (COL)       | 18e                |
| 173                | Francisco Cabello (ESP)      | 87e                |
| 174                | Julio César Cadena (COL)     | 85e                |
| 175                | Ángel Yesid Camargo (COL)    | 55e                |
| 176                | Ángel Edo (ESP)              | 96e                |
| 177                | Ignacio García Camacho (ESP) | AB-14              |
| 178                | Federico Muñoz (COL)         | 23e                |
| 179                | Cezary Zamana (POL)          | 100e               |

| Chazal-MBK | Chazal-MBK                 | Chazal-MBK |
| ---------- | -------------------------- | ---------- |
| Num        | Coureur                    | Pos        |
| 181        | Éric Caritoux (FRA)        | 22e        |
| 182        | Miguel Arroyo (MEX)        | 48e        |
| 183        | Jean-Pierre Bourgeot (FRA) | AB-14      |
| 184        | Pascal Chanteur (FRA)      | 81e        |
| 185        | Gérard Guazzini (FRA)      | HD-9       |
| 186        | Artūras Kasputis (LTU)     | 44e        |
| 187        | Jaan Kirsipuu (EST)        | AB-12      |
| 188        | Christophe Manin (FRA)     | 64e        |
| 189        | Marco Vermey (NED)         | AB-14      |

| Lotto-Vetta-Caloi | Lotto-Vetta-Caloi         | Lotto-Vetta-Caloi |
| ----------------- | ------------------------- | ----------------- |
| Num               | Coureur                   | Pos               |
| 191               | Andreï Tchmil (MDA)       | NP-20             |
| 192               | Mario De Clercq (BEL)     | AB-18             |
| 193               | Peter De Clercq (BEL)     | 82e               |
| 194               | Peter Farazijn (BEL)      | AB-14             |
| 195               | Herman Frison (BEL)       | AB-15             |
| 196               | Wanderley Magalhaes (BRA) | NP-5              |
| 197               | Luc Roosen (BEL)          | 68e               |
| 198               | Jim Van De Laer (BEL)     | 24e               |
| 199               | Rudy Verdonck (BEL)       | 98e               |

| Mercatone Uno-Medeghini | Mercatone Uno-Medeghini | Mercatone Uno-Medeghini |
| ----------------------- | ----------------------- | ----------------------- |
| Num                     | Coureur                 | Pos                     |
| 201                     | Franco Chioccioli (ITA) | 42e                     |
| 202                     | Adriano Baffi (ITA)     | AB-5                    |
| 203                     | Rosario Fina (ITA)      | AB-18                   |
| 204                     | Paolo Lanfranchi (ITA)  | AB-12                   |
| 205                     | Silvio Martinello (ITA) | 94e                     |
| 206                     | Giuseppe Petito (ITA)   | AB-12                   |
| 207                     | Roberto Petito (ITA)    | AB-11                   |
| 208                     | Eros Poli (ITA)         | 115e                    |
| 209                     | John Talen (NED)        | 117e                    |